# Royals de Kansas City
 (mai 2018).
Si vous disposez d'ouvrages ou d'articles de référence ou si vous connaissez des sites web de qualité traitant du thème abordé ici, merci de compléter l'article en donnant les références utiles à sa vérifiabilité et en les liant à la section « Notes et références ».
 Saison 2025 des Royals de Kansas City
Les Royals de Kansas City (Kansas City Royals en anglais) est une franchise de baseball basée à Kansas City (Missouri) évoluant dans la Ligue majeure de baseball. Le nom de Royals fait référence à l'American Royal Livestock Show, réunion d'équitation se tenant à Kansas City depuis 1899. L'ancienne équipe de la Ligue des Noirs, les Monarchs de Kansas City, pourrait aussi avoir inspiré le nom de l'équipe. L'équipe évolue au Kauffman Stadium, stade inauguré en 1973 et rebaptisé en l'honneur du président du club Ewing Kauffman (en), décédé en 1993.
L'une des bonnes équipes de la Ligue américaine dans les années 1970 et gagnants de la Série mondiale 1985, les Royals connaissent ensuite une phase de déclin. Ils ne gagnent plus de matchs qu'ils n'en perdent dans une saison qu'une seule fois entre 1994 et 2012 et ne retournent en séries éliminatoires que 29 ans plus tard, alors qu'ils accèdent à la Série mondiale 2014. Champions de la Ligue américaine en 2014 et 2015, ils perdent la Série mondiale 2014 mais remportent la Série mondiale 2015 sur les Mets de New York pour leur deuxième titre au total et leur premier titre de champions des Ligues majeures en 30 ans.

## Palmarès
- Champion de Série mondiale (World Series) (2) : 1985, 2015
- Champion de la ligue américaine (4) : 1980, 1985, 2014, 2015.
- Titres de division (7) : 1976, 1977, 1978, 1980, 1984, 1985, 2015
- Meilleur deuxième : 2014

## Histoire

### Débuts prometteurs
Avec le départ de la franchise des Athletics de Kansas City à Oakland après la saison 1967, Kansas City se retrouve sans équipe professionnelle de baseball pour la première fois depuis 1883. Cette situation est intolérable pour beaucoup et le sénateur Stuart Symington mène une campagne très active pour corriger cette anomalie. La MLB cède et attribue à Kansas City une franchise lors de son expansion de la saison 1969. La nouvelle franchise est contrôlée par Ewing Kauffman, magnat de l'industrie pharmaceutique. Les Royals tirent leur nom du American Royal (en), un spectacle hippique tenu à Kansas City depuis 1899.
Les Royals commencent leur carrière en ligue majeure par une victoire 4-3 en douzième manche contre les Twins du Minnesota le 8 avril 1969. Le lendemain, Kansas City remporte le match 4-3 en dix-sept manches. Après ces débuts mouvementés, l'équipe se renforce sous la direction du manager Cedric Tallis. Il recrute Lou Piniella et met l'accent sur le développement de jeunes talents comme les lanceurs Paul Splittorff et Steve Busby, les champs intérieurs George Brett et Frank White et le champ extérieur Al Cowens, notamment. Cette politique porte rapidement fruits. Dès 1971, les Royals comptent plus de victoires que de défaites.
En 1973, les Royals adoptent un uniforme bleu pâle pour leurs joutes à l'extérieur et quittent le Municipal Stadium pour s'installer au Royals Stadium (actuel Kauffman Stadium).
Sous la conduite du gérant Whitey Herzog, les Royals remportent le championnat de leur division trois saisons de suite, de 1976 à 1978, mais échouent par trois fois face aux Yankees de New York en finale de la Ligue américaine. En 1976, la série bascule sur un coup de circuit frappé par le premier but Chris Chambliss des Yankees, qui permet d'égaliser le pointage 6-6, à la fin de la neuvième manche du cinquième et dernier match. Les séries de championnat 1977 et 1978 sont également très disputées : 3-2 et 3-1.

### Les Royals en Série mondiale

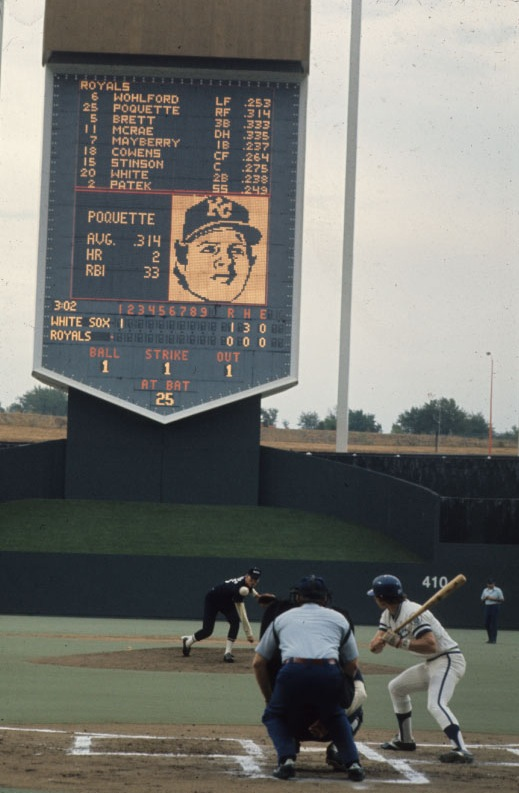
Chris Knapp au bâton pour les Royals le 19 septembre 1976 au Royals Stadium.

Seconds de leur division en 1979, les Royals remplacent Herzog par Jim Frey. Ce dernier mène l'équipe aux Séries mondiales en 1980 où elle s'incline en six matchs face aux Phillies de Philadelphie. De retour en séries éliminatoires la saison suivante, les Royals chutent en finale de la Ligue américaine, contre les Athletics d'Oakland.
Les Royals enlèvent le titre suprême en 1985 à la suite d'une finale victorieuse en Série mondiale par quatre victoires à trois face aux Cardinals de Saint-Louis. Cette « I-70 Series », du nom de l'Interstate 70, route reliant les deux villes, va donc jusqu'au terme des sept parties. Les Royals sont pourtant menés trois victoires à une, mais ils remportent les trois dernières parties de la série. Lors du match décisif, le 27 octobre, les Royals blanchissent les Cardinals par 11-0. Bret Saberhagen, en plus du trophée Cy Young, remporte le titre de joueur par excellence de la Série mondiale.

### Le déclin
Après ce succès en 1985, les Royals ont dû attendre 29 ans pour se qualifier à nouveau pour les séries éliminatoires. Entre la fin des années 1980 et le début des années 1990, les Royals formèrent pourtant de jeunes talents comme Bo Jackson, Tom Gordon et Kevin Seitzer. Ils manquèrent parfois la qualification de peu comme en 1989 malgré 92 victoires en saison régulière. Depuis 1995, en revanche, les résultats sont médiocres avec une seule saison positive en 2003 : 83 victoires pour 79 défaites. Ces résultats vident le Kauffman Stadium avec 19 961 spectateurs de moyenne par match en 2007 contre 30 589 en 1989, le record de la franchise.
Après la saison 1994 interrompue par la grève des joueurs, Kansas City ne signe qu'une seule saison gagnante (2003) en 18 saisons.
Avec 93 défaites en 2007, les Royals évitent de signer pour la quatrième fois consécutive plus de 100 défaites mais terminent en queue de peloton de la division Centrale. Un nouveau manager (entraîneur) est nommé le 19 octobre 2007 : Trey Hillman. Le champ gauche José Guillén est le principal renfort de l'équipe durant l'hiver 2007-2008. La dernière place de la division Centrale est évitée de peu avec 75 victoires et 87 défaites en 2008. Coco Crisp vient renforcer l'équipe en 2009, mais les résultats restent décevants : quatrième de la division Centrale de la Ligue américaine avec 65 victoires pour 97 défaites.

### La résurrection
Avec 86 victoires et 76 défaites, les Royals signent en 2013 leur meilleure saison depuis 1992 et leur seconde saison gagnante seulement depuis 1994. Ils terminent toutefois 3e sur 5 équipes dans leur division.
En 2014, les Royals parviennent à se qualifier pour les séries éliminatoires comme meilleur deuxième. À leur première partie d'après-saison en 29 ans, ils éliminent les Athletics d'Oakland après un ralliement de deux points en douzième manche du match de meilleur deuxième de la Ligue américaine. Ils balayent ensuite les Angels de Los Angeles en série de divisions, puis les Orioles de Baltimore en série de championnat, pour atteindre la Série mondiale 2014 sur une séquence de 8 victoires consécutives. À leur première présence en finale depuis la Série mondiale 1985, les Royals sont alors freinés par les Giants de San Francisco, qui remportent l'affrontement 4 matchs à 3.
En 2015, les Royals ne descendent jamais plus bas que la seconde place de leur division et, installés définitivement en tête à partir du 8 juin, remportent le 7e titre de division de leur histoire, leur premier depuis 1985, et leur premier depuis leur passage en 1994 de la division Ouest à la division Centrale. Ils se qualifient par le fait même une deuxième année de suite pour les éliminatoires.

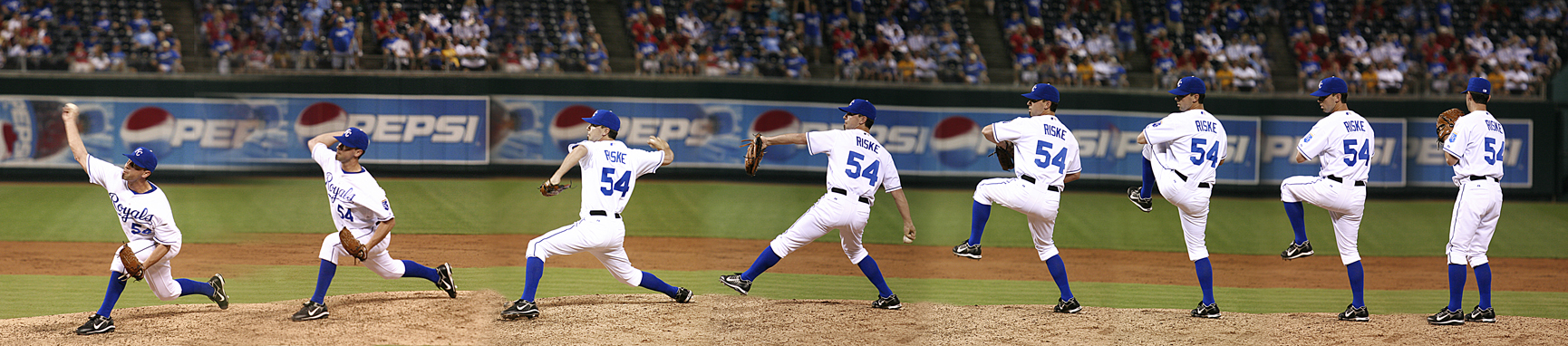
David Riske

## Effectif actuel
|  |  |  |  |  |

## Trophées et honneurs individuels

### Royals au Temple de la renommée du baseball
Un seul joueur des Royals a été élu au Temple de la renommée (Hall of Fame) : George Brett, 3e but 1973-1993
Trois autres joueurs élus au Temple de la renommée ont fait de brefs passages chez les Royals :
- Orlando Cepeda, batteur désigné 1974
- Harmon Killebrew, batteur désigné 1975
- Gaylord Perry, lanceur 1983

Deux gérants des Royals ont également été élus au Temple de la renommée. 
- Bob Lemon, gérant 1970-1972
- Joe Gordon, gérant 1969

### Numéros retirés
- 5 George Brett, 3e but 1973-93
- 10 Dick Howser, gérant 1981-86

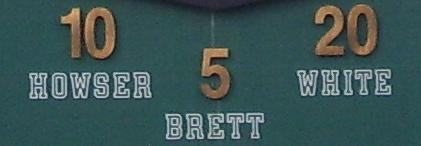
Numéros retirés

- 20 Frank White, 2e but 1973-90 ; instructeur depuis 1997
- 42 Jackie Robinson retiré par la MLB

### Autres trophées et honneurs
| - MVP de la saison (depuis 1911) : - George Brett (1980) - Trophée Cy Young (depuis 1956) : - Bret Saberhagen (1985 et 1989) - David Cone (1994) - Zack Greinke (2009) |  | - Recrue de l'année (depuis 1947) : - Lou Piniella (1969) - Bob Hamelin (1994) - Carlos Beltrán (1999) - Angel Berroa (2003) |  | - Manager de l'année (depuis 1983) : - Tony Pena (2003) |

## Les managers des Royals
| Nom           | Saisons   | Vic.déf. | %    |
| ------------- | --------- | -------- | ---- |
| Joe Gordon    | 1969      | 69-93    | .426 |
| Charlie Metro | 1970      | 19-33    | .365 |
| Bob Lemon     | 1970-1972 | 207-218  | .487 |
| Jack McKeon   | 1973-1975 | 215-205  | .512 |
| Whitey Herzog | 1975-1979 | 410-304  | .574 |
| Jim Frey      | 1980-1981 | 127-105  | .547 |
| Dick Howser   | 1981-1986 | 404-365  | .525 |
| Mike Ferraro  | 1986      | 36-38    | .486 |
| Billy Gardner | 1987      | 62-64    | .492 |
| John Wathan   | 1987-1991 | 287-270  | .515 |

| Nom           | Saisons   | Vic.déf. | %    |
| ------------- | --------- | -------- | ---- |
| Bob Schaefer  | 1991      | 1-0      | 1.00 |
| Hal McRae     | 1991-1994 | 286-277  | .508 |
| Bob Boone     | 1995-1997 | 181-206  | .468 |
| Tony Muser    | 1997-2002 | 317-431  | .424 |
| John Mizerock | 2002      | 5-8      | .385 |
| Tony Peña     | 2002-2005 | 198-285  | .410 |
| Bob Schaefer  | 2005      | 5-12     | .294 |
| Buddy Bell    | 2005-2007 | 174-262  | .390 |
| Trey Hillman  | 2008-2010 | 152-207  | .423 |
| Ned Yost      | 2010      | 55-72    | .433 |

## Radio et télévision
Les rencontres des Royals sont retransmises à la radio par les stations KCSP 610AM et KMBZ 980AM, en fonction du calendrier. Ces stations remplacent WHB, qui a choisi de ne pas renouveler le contrat, et KCXM, qui a changé de nom et de format.
À la télévision, les Royals ont cessé l'expérience Royals Sports Television Network après la saison 2007 et les matches sont désormais diffusés par FSN Kansas City, une branche du réseau FSN. RSTN avait vu le jour en 2003 et était reprise depuis août 2003 par les deux principaux bouquets de satellites via FSN.
Le 22 février 2007, le commentateur des Royals, Denny Matthews, reçoit le prix Ford C. Frick.

## Affiliations en ligues mineures
| Niveau | Franchise                      | Ligue                   | Ville      | État                   | Affilié depuis |
| ------ | ------------------------------ | ----------------------- | ---------- | ---------------------- | -------------- |
| AAA    | Storm Chasers d'Omaha          | Ligue internationale    | Omaha      | Nebraska               | 1969           |
| AA     | Naturals de Northwest Arkansas | Texas League            | Springdale | Arkansas               | 2008           |
| A+     | River Bandits des Quad Cities  | Midwest League          | Davenport  | Iowa                   | 2021           |
| A-     | Fireflies de Columbia          | Carolina League         | Columbia   | Caroline du Sud        | 2021           |
| Rookie | ACL Royals                     | Arizona Complex League  | Surprise   | Arizona                | 2003           |
| Rookie | DSL Royals                     | Dominican Summer League | Boca Chica | République dominicaine | 1989           |